# 이앵두
이앵두는 안녕 자두야의 등장인물이다. 만든이는 이빈 이고 성우는 양정화 이고 성별은 여성 이고 국적은  대한민국 이고 나이는 10살 사람이다.

## 가족
- 아빠인 이윤석의 부모님(친할아버지와 친할머니)
- 최호돌(외할아버지)
- 김난향(외할머니)
- 최자두(엄마)
- 이윤석(아빠)
- 최미미(이모)
- 최승기(외삼촌)